# Protarchaeopteryx
Protarchaeopteryx là một chi khủng long, được Ji Q. & Ji S. mô tả khoa học năm 1997.